# Ивайло Киров
Ивайло Киров е бивш български футболист, полузащитник.

## Биография
Роден е на 30 декември 1965 година в град Шумен. В едноименния отбор започва и кариерата си, като изиграва 27 мача и вкарва 5 гола. В периода 1984 – 1994 година играе в ЦСКА (София). Изиграва 187 мача и вкарва 35 гола за отбора. С ЦСКА (София) изиграва 25 мача в евротурнирите и е полуфиналист в КНК през 1989 и четвъртфиналист през 1990 година. Във Велбъжд (Кюстендил) има 60 мача с отбелязани 12 гола. Играе и в норвежкия Лилестрьом, където мачовете му са 16, с един гол.
Има 14 мача с мъжкия национален отбор на България, като е реализирал 1 гол. В младежкия представителен тим на страната е играл 19 пъти и е отбелязал 8 гола. За юношеските формации на България има 23 двубоя със 7 гола. Изигра е и две срещи за олимпийския състав на България.
Като треньор работи в ДЮШ на ЦСКА, бил е и помощник-треньор във Велбъжд (Кюстендил). Като треньор е водил и кипърския Дирие.

## Успехи
- Четирикратен шампион на България с ЦСКА през 1987, 1989, 1990, 1992
- Пет пъти носител на Купата на България през 1985, 1987, 1988, 1989, 1993
- Четирикратен носител на Купата на съветската армия през 1985, 1986, 1989, 1990
- 1 суперкупа на България 1989